# سياسة التعليم في الولايات المتحدة
سياسة التعليم في الولايات المتحدة، تعبر عن مجموعة أهداف الحكومة الفيدرالية وأعمالها لدعم التعليم في الولايات المتحدة. تتمتع الحكومة الفيدرالية بسلطة محدودة للعمل في مجال التعليم، وتعمل سياسة التعليم على دعم أنظمة التعليم في الولايات والحكومات المحلية من خلال تمويل وتنظيم التعليم الابتدائي والثانوي والعالي. تعمل وزارة التعليم كمنظمة حكومية أولية مسؤولة عن سن سياسة التعليم الفيدرالية في الولايات المتحدة.
ظهرت سياسة التعليم الأمريكية لأول مرة عندما أشرف الكونغرس الكونفدرالي على إنشاء المدارس في الأراضي الأمريكية، وتوسع دور الحكومة في تشكيل سياسة التعليم من خلال إنشاء جامعات منح الأراضي في القرن التاسع عشر. ازدادت الرقابة الفيدرالية على التعليم أثناء إلغاء الفصل العنصري في المدارس وبرنامج المجتمع العظيم. مُرر قانون التعليم الابتدائي والثانوي وقانون التعليم العالي في عام 1965، مما شكل الأساس لسياسة التعليم اللاحقة في الولايات المتحدة. وسع قانون التعليم لجميع الأطفال المعوقين نطاق الوصول للطلاب ذوي الإعاقة في عام 1975.
تتولى الحكومة الفيدرالية المسؤولية عن ضمان امتثال قوانين التعليم في الولاية والممارسات المدرسية لدستور الولايات المتحدة. ويشمل ذلك حماية الحقوق الدستورية للطلاب، وضمان حصول الطلاب على التعليم على قدم المساواة، وتنظيم وجود الدين في المدارس. كما تمول الحكومة الفيدرالية حكومات الولايات من أجل المدارس العامة. تنفذ الحكومة أيضًا سياسات أخرى أو تطلب من الولايات القيام بذلك كشرط للتمويل الفيدرالي، بما في ذلك برامج رعاية الأطفال، وأنظمة السلامة، والاختبارات القياسية. يعدّ دور الحكومة الفيدرالية في التعليم العالي محدودًا، على الرغم من أنها تقدم الدعم المالي لتأهيل الطلاب والمؤسسات.

## تطوير السياسات

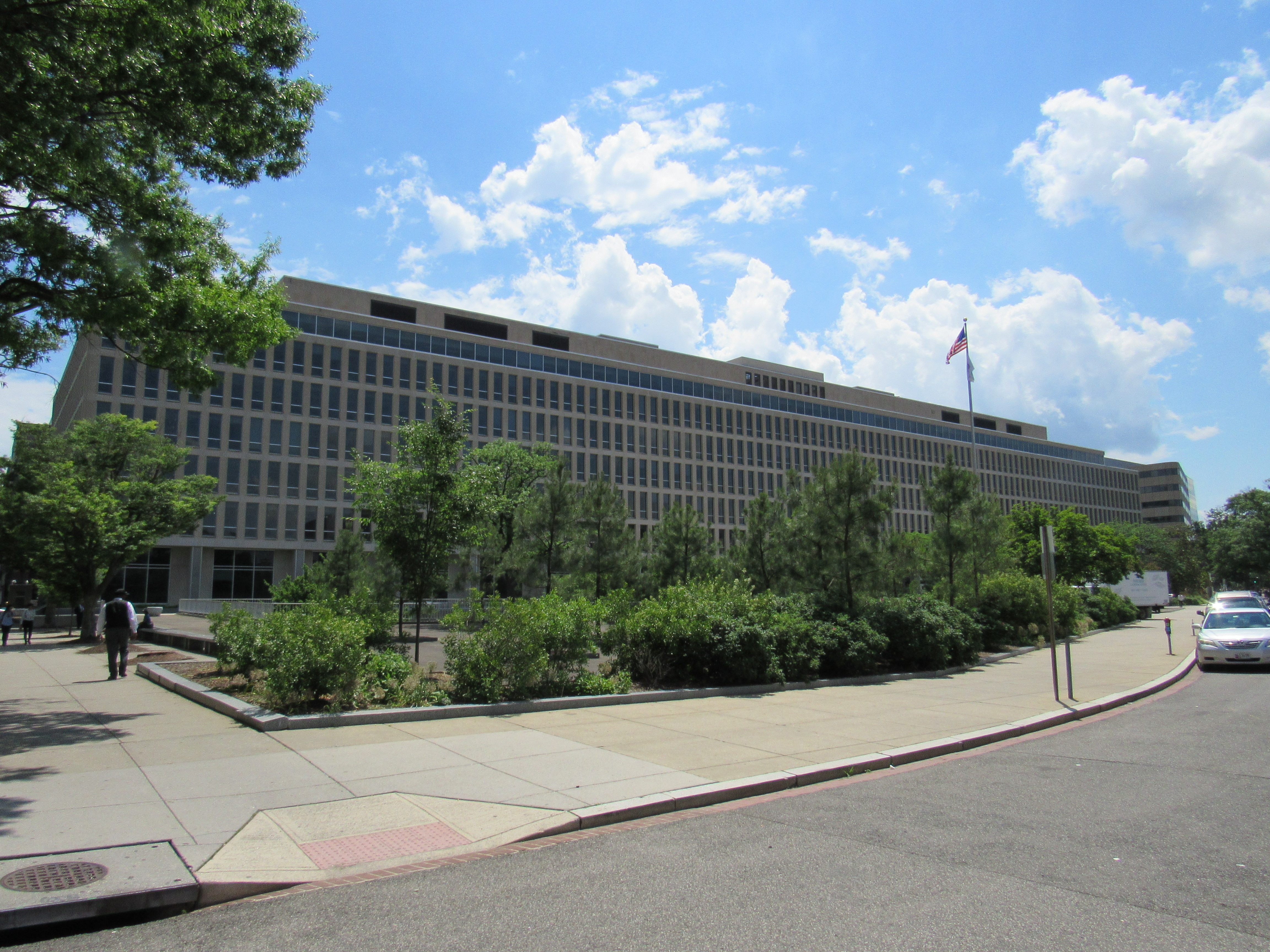
تطوير سياسات التعليم في أمريكا

لم يُذكر التعليم في الدستور، وقد فُسر التعديل العاشر لدستور الولايات المتحدة لإعطاء السلطة على التعليم في الولايات. تتولى حكومات الولايات والحكومات المحلية تنظيم التعليم وتمويله بشكل أساسي، وتوفر الحكومة الفيدرالية 8% فقط من تمويل التعليم من مرحلة رياض الأطفال حتى الصف اثني عشر في الولايات المتحدة.
لا يتمتع الكونغرس بسلطة مباشرة على التعليم، لذا تُطبق سياسة التعليم الفيدرالية من خلال طلب الامتثال من أجل تلقي التمويل الفيدرالي. ونتيجة لذلك، لا تخضع المدارس المستقلة لسياسة التعليم الفيدرالية إلا إذا كانت متلقية للتمويل الفيدرالي. قد تؤثر أحكام المحاكم الفيدرالية في بعض الحالات على سياسة التعليم من خلال إلغاء بعض الممارسات باعتبارها غير دستورية. تعمل المدارس في واشنطن العاصمة تحت سلطة الحكومة الفيدرالية. تُسن قوانين التعليم الفيدرالية كجزء من الباب 20 من قانون الولايات المتحدة.
تنفذ وزارة التعليم السياسة التعليمية للولايات المتحدة. تتمثل المهمة المعلنة للوزارة في «تعزيز تحصيل الطلاب، وإعدادهم للمقدرة التنافسية العالمية من خلال تعزيز التميز التعليمي وضمان المساواة في الوصول». يعدّ وجود وزارة التعليم مثيرًا للجدل، إذ انتقدها الجمهوريون البارزون مثل رونالد ريغان ودونالد ترامب لتوسيعها الحكومة الفيدرالية، كما دعت منصة الحزب الجمهوري في بعض الأحيان إلى إلغائها. تساهم الإدارات التنفيذية الأخرى أيضا في التعليم. كما يعمل نظام تعليم الدفاع النشط ومكتب التعليم الهندي على تشغيل أنظمة مدرسية فيدرالية. يسهل مكتب الشؤون التعليمية والثقافية ضمن وزارة الخارجية، برامج تبادل الطلاب للطلاب الأجانب للدراسة في الولايات المتحدة والطلاب الأمريكيين للدراسة في الخارج.

## التعليم الابتدائي والثانوي
يخضع التعليم الابتدائي والثانوي في الولايات المتحدة لقانون التعليم الابتدائي والثانوي وتعديلاته اللاحقة. يعد الباب الأول أكبر مكون في قانون التعليم الابتدائي والثانوي، والذي يوفر التمويل الفيدرالي للمدارس في المناطق ذات الدخل المنخفض. تنص عناوين أخرى في قانون التعليم الابتدائي والثانوي على المكتبات والمواد التعليمية والمعلمين والبحث التربوي والتطوير والإنفاق الإداري لوكالات التعليم الحكومية. يوفر قانون التعليم الابتدائي والثانوي بموجب قانون التعليم ثنائي اللغة أيضًا الدعم للطلاب ذوي الكفاءة المحدودة في اللغة الإنجليزية. يُنفذ قانون التعليم الابتدائي والثانوي منذ عام 2015، بموجب قانون كل طالب ينجح. تستمر مراجعة القانون هذه في تقديم المساعدة المالية للطلاب الفقراء، وتتطلب معايير أكاديمية مصممة للإعداد للكلية والمهنة، وتوفر الدعم لزيادة الوصول إلى مرحلة ما قبل المدرسة.
قدمت الحكومة الفيدرالية التمويل للمدارس من خلال قانون التعليم الابتدائي والثانوي منذ سنّه في عام 1965. ينص الباب الأول من القانون على التمويل الفيدرالي للمدارس في المناطق ذات الدخل المنخفض. أدى الباب الأول من القانون إلى إنفاق 43% من الإنفاق العام على التعليم الابتدائي والثانوي الفيدرالي في عام 2011، وتتلقى غالبية المناطق التعليمية تمويلًا بموجب الباب الأول. يدفع التمويل الفيدرالي حوالي 8% من جميع النفقات في التعليم الابتدائي والثانوي منذ عام 2021. توفر العديد من الوكالات الحكومية التمويل الفيدرالي، بما في ذلك وزارة التعليم وبرنامج هيدستارت التابع لوزارة الصحة والخدمات الإنسانية الأمريكية وبرنامج الغذاء المدرسي التابع لوزارة الزراعة.
لا تلتزم الحكومة الفيدرالية بالمعايير الأكاديمية الوطنية أو المناهج الدراسية على مستوى الدولة، ويحظر قانونًا على وزارة التعليم إنشاء أي برنامج يوجه المناهج الدراسية للمدارس. تجري الوزارة التقييم الوطني للتقدم التعليمي لمراقبة تقدم المعايير التعليمية في الولايات المتحدة. كما تُنظم جميع الاختبارات المعيارية الأخرى من قبل حكومات الولايات أو الهيئات الخاصة. تطلّب قانون عدم إهمال أي طفل من كل ولاية تنفيذ برنامج اختبار موحد في عام 2001، كما جاءت الموافقة على هذا المطلب من قبل قانون كل طالب ينجح مع متطلبات أكثر مرونة في عام 2015. شُجعت المدارس في ظل رئاسة أوباما على اعتماد المعايير الأساسية المشتركة من خلال عدم إهمال أي طفل وبرنامج التسابق إلى القمة.

### رعاية الطفل
يتولى مكتب رعاية الطفل مسؤولية الإشراف على سياسة رعاية الطفل الفيدرالية في الولايات المتحدة، والمصرح بها بموجب قانون منح رعاية الطفل وتنميته لعام 1990 والتعديلات اللاحقة. يمول الرعاية المبكرة وبرامج ما بعد المدرسة من خلال تقديم المنح لحكومات الولايات من خلال صندوق رعاية الطفل وتنميته. قدم الصندوق في عام 2021 حوالي 9.5 مليار دولار لبرامج رعاية الأطفال. كما يطبق مكتب رعاية الطفل معايير الصحة والسلامة، وسياسات الأهلية، وجهود تحسين الجودة لبرامج رعاية الأطفال.
توفر الحكومة الفيدرالية أيضًا العديد من برامج التعلم المبكر. يوفر برنامج هيدستارت خدمات رعاية الأطفال للأطفال حتى سن الخامسة في الأسر ذات الدخل المنخفض. تقدم مراكز نيتا إم لوي للقرن الواحد والعشرين للتعلم المجتمعي برامج ما بعد المدرسة في المناطق ذات الدخل المنخفض.
وُفرت رعاية الطفل سابقًا من خلال برنامج دور الحضانة للطوارئ كجزء من إدارة تقدم الأشغال للصفقة الجديدة، والتي نُفذت في عام 1933. تقدم دور الحضانة هذه رعاية الأطفال والخدمات التعليمية لأطفال الآباء العاطلين عن العمل. وُسعت رعاية الأطفال الفيدرالية في عام 1954 عندما أصبحت رعاية الأطفال معفاة من الضرائب. مُرر قانون تنمية الطفل الشامل في عام 1971 لتنفيذ نظام رعاية الطفل الوطني، لكن الرئيس ريتشارد نيكسون عارضه.